# Горяни (Ужгород)
Горяни ( угор. Gerény - район в складі Ужгорода в Україні

## Походження назви
Назва Горяни від слова горяни - гірські мешканці. Угорський переклад назви Gerény, на думку закарпатців схоже з угорським угор. görény, тобто тхір.

## Історія
Археологія Горян:
Конфігурація пам’ятки в Горянах трикутна. Площа 1,05 га. Найбільше підвищену частину урочища займала церква-ротонда, оточена цвинтарем, закладеним у пізньому середньовіччі. До системи, яка обмежувала місце ротонди, входили яри, з’єднані прокопаним ровом. Глибина ярів до 4,5 м (рис. 1). У перші два роки розкопок двома траншеями було перерізано рів та земляний насип, що дозволило виділити чотири хронологічні горизонти (гальштат, III—IV ст., кінець ХІ—ХІІ ст. і XV—XVI ст.). Крім того, зроблено припущення про зведення фортифікаційних споруд не раніше пізньоримського часу.
Існують легенди, що розповідають про те, що тут колись існував монастир, тому залишки оборонних валів і стін могли належати монастирю. Однак деякі історики вважають що це рештки стародавнього Ужгородського замку, а ротонда святої Анни - замковий храм. Вперше цю думку висловив Карл Месарош ще на початку ХХ століття. Микола Антал в 1926 році проводив у Горянах розкопки. На основі їх результатів стверджував, що залишки стін є рештками древнього Ужгородського укріплення, яке він називає Ужанським Староградом (Ungovar) на противагу нинішньому, який він називав Новоград (Ungujvar).
На доказ правильності своєї думки він наводить знайдені тут багато років тому сотні черепів під корінням поваленого бурею горіха, німого свідка жорстоких боїв, які колись проходили під стінами замку. Його думку поділяв Іриней Кондратович, з тією тільки різницею, що Горяни вважав другим місцем розташування Ужгородського замку, а нинішне - вже третім. У багатьох історичних документах тієї епохи сьогоднішній замок дійсно називають Новоград, зокрема в дарчій грамоті Єгерського Капітулу (1248), і в дарчій грамоті Будінської Капітули (1250). Цікаво, що за останню тисячу років річка Уж настільки часто змінювала русло, що встановити її точний напрям за часів заснування замку старого Ужгорода практично неможливо. Але зате виявлено і зафіксовано в історичних документах наявність великої кількості так званих мертвих русел (по угорськи - morotva), якими колись протікала неспокійна річка, а потім залишила їх, проклавши собі новий шлях. Подібне мертве русло виявлено і в Горянах.

В 1332 році вперше згадують, як Gheren. Тут угорський король Бела IV замість спустошеного старого Ужгородського замку збудував новий замок. З цього замку залишилась тільки церква 12 століття, яку в 15 столітті перебудували в готичному стилі (фрески 14. -15. століття). Стародавня церква-ротонда збудована у візантійському стилі (кладка стін - «opus mixtum»). Замок можливо був спустошений в 14 столітті. На його руїнах Другети збудували новий замок-палац, залишки якого були відкриті в 1926 році.
Ще не розпочаті розкопки збудованого в 1384 році монастиря Ордена Павла.
1910 році з нас. 1173 чоловік, більшість складали русини, з великою кількістю угорців.  
До Тріанонського мирного договору Горяни відносились до жупи Унг, Унгварського району.

### Горянська ротонда
Горя́нська рото́нда, розміщена на останньому пагорбі Карпат на околиці Ужгорода, — одна з найстаріших архітектурних пам'яток України загальноєвропейського значення. Вчені сходяться на думці, що її було зведено в кінці Х — на початку XI століття, а пізньоготичну наву прибудували в кінці XIII — на початку XIV століття. (нинішню форму вона отримала після появи барокової вежі над західним фасадом у XVIII ст. та її реставрації у 1911 р.). Дослідники не виключають: саме це місце могло колись слугувати серцем Ужгорода, бо поблизу видно залишки замку, а, отже, ротонда могла бути замковою церквою.
Унікальні фрески XI—XIV ст., що вкривають її стіни, дійшли до нас у кепському стані: просто в них вбиті гвіздки, свої написи нашкрябали на стінах «вдячні» відвідувачі. У 1959 р. церкву закрили, i лише в 1966-му, після розчищення та укріплення фресок, пам'ятка стала філією Закарпатського краєзнавчого музею.
- У 1921 році виходить публікація дослідника М.Новаківского, де стверджується про візантійський вплив на архітектурний стиль церкви.
- Інший історик Ф.Заплетал відносить час побудови до XIV ст., а будівельником на думку дослідника міг бути подільський князь Корятович.
- Історик І.Крал відносив церкву Св. Анни до архітектурних споруд IX ст. Великоморавської держави.
- Відомий літератор В.Пачовський безапеляційно стверджував, що ротонда збудована в стилі храмів із Галичини, бо відомо, що фундаменти таких же ротонд знайдені в Галичі, Володимирі-Волинському та Холмі.
- Дослідник європейської культури В.Залозецькій шукав порівняльний стиль круглих церков на Балканах, де є чимало романських ротонд ХІ-ХІІ ст.
- Інший відомий дослідник церковної архітектури В.Січинський після узагальнюючих досліджень приходить до висновку, що ротонда відноситься до Х ст. і була побудована слов'янськими будівельниками під впливом візантійської архітектурної школи. Треба надати належне Січинському, він один з перших звернув увагу на будівельний матеріал і кладку древньої церкви.
- Новий етап досліджень розпочався в радянський період. Одним з перших дослідників був Логвін, який відніс час побудови ротонди до XIII в., І відзначив у своїй роботі, що, мабуть, в її будівництві брали участь архітектори з Галичини.
- А ось відомий закарпатський історик П.Сова доводить нову думку про побудову круглої церкви в період XII в, ченцями ордена Св. Павла.

## Персоналії
- Другет Янош, брат Філіпа в 1292—1312 роках ще перебував у Сицилії (Неаполітанське королівство). Після прибуття в Угорщину швидко ввійшов в довіру короля Карла I. Після смерті брата в 1328 році він став надором (правителем) і на цій посаді залишався до смерті (1335). Він є предком Другетів Горянських та Гуменнських (Gerényi és Homonnai Drugeth; V. ö. Századok. 1881. 133-145, 210-14 Anjoukori okm. II. és III. k. Pallas Nagylexikon) .

- У Горянах народився український

письменник Михайло Іванович Томчаній (Томчані); ( 16 липня 1914 - Ужгород, 19 січня 1975.). Його батько — Іван Томчані (угор. Tomcsányi János), мати Єлизаветта Томчані  уроджена Кепеч (угор. Tomcsányiné szül. Kepecs Erzsébet). Іменем письменника в Горянах названа вулиця, де стоїть батьківська хата.
- Кувик Петро Петрович — український сценарист, організатор кіновиробництва.
- Василь Ходанич-депутат ВР України від Горянського округу. Народне прізвисько-король.

Вікторія Бірта-королева.